# Eucharitolus geometricus
Eucharitolus geometricus är en skalbaggsart som först beskrevs av Friedrich F. Tippmann 1960.  Eucharitolus geometricus ingår i släktet Eucharitolus och familjen långhorningar. Inga underarter finns listade i Catalogue of Life.